# Hanson-stammebåden
Hanson-stammebåden er en stammebåd fra bronzealderen, der i 1998 blev fundet i Hanson-grusgraven i Shardlow syd for Derby. Båden er i dag udstllet på Derby Museum.
Ved udgravningen blev man nødt til at save båden i mindre stykker, så den kunne flyttes og bevares. Båden er blevet dateret til cirka 1500 f.Kr. En anden båd blev fundet ved samme lejlighed, men den blev begravet igen for at blive bevaret in situ.